# Старый Новый год (стихотворение)
«Старый Новый год» — стихотворение Андрея Вознесенского, написанное в 1975 году. Получило широкую известность в 1987 году как песня «Двенадцать дней» на музыку Игоря Николаева в исполнении Александра Абдулова.

## Стихотворение
Автор стихотворения, описывая промежуток между Новым годом и Старым Новым годом, называет его «пропасть между времён», имея в виду некое старое время и новое, настоящее время. Под старым временем автор понимает период в истории России до 31 января 1918 года, то есть до той даты, когда взамен юлианского был введён григорианский календарь, и, соответственно, Новый год стал отмечаться по новому стилю. Но несмотря на то, что это «пропасть», автор говорит о том, что именно в этот период старое и новое время существуют параллельно, например «Вьюгою Патриаршею позамело капот».

Вот «Старый Новый год», известное стихотворение. О чём оно, зачем оно? В России год начинается дважды, и получается: 

с первого по тринадцатое

пропасть между времён

Каждому понятна логическая сторона такой метафоры. Но это только вход в стихотворение. А дальше поэт предлагает эту «пропасть между времен» представить, почувствовать, пережить. Он нам демонстрирует свободный полет своего чувства:

вместо метро «Вернадского»

кружатся дерева

сценою императорской

кружится Павлова— Вступительная статья Г. Трубникова к книге «Андрей Вознесенский» в серии «Новая библиотека поэта»
Стихотворение было опубликовано в сборнике «Витражных дел мастер» в 1976 году.

## Песня
Первой на стихотворение была написана песня Стасом Наминым в 1983 году. С группой «Цветы» он снял видеоклип на эту песню, который в СССР не транслировался и впервые попал в эфир только в 1986 году в США. Песня не получила популярности.
В 1985 году на укороченный вариант стихотворения написал музыку Игорь Николаев, и её исполнил актёр Александр Абдулов в музыкальном фильме «Витражных дел мастер», который полностью был основан на творчестве Андрея Вознесенского. Но настоящую популярность песня получила после выхода её в 1987 году в эфир в телепередаче «Утренняя почта».
По словам Игоря Николаева, эту песня могла не попасть в телеэфир из-за одной строки. В разгар антиалкогольной кампании редакторы не пропускали строки «Я закопал шампанское под снегопад в саду, выйду с тобой с опаскою, вдруг его не найду». Николаеву и Абдулову пришлось звонить автору, с просьбой переделать текст. Андрей Вознесенский тут же, по телефону продиктовал политически корректную версию: «выйду с тобой с опаскою, я его не найду».